# کوهمو
کوهمو (به لاتین: Kuhmo) یک شهرک در فنلاند است که در کاینو واقع شده‌است. این شهرک در سال ۲۰۱۷ میلادی ۸٬۵۶۳ نفر جمعیت داشته‌است.